# 白胸鸦雀
为鸦雀科鸦雀属的鸟类。分布于尼泊尔、不丹、印度、缅甸、越南以及中国大陆的西藏、云南等地，主要栖息于海拔900米高处的树林和草丛间以及常在细枝或草茎上穿梭活动。该物种的模式产地在不丹。

## 特征
白胸鸦雀体重约32克，翼长约86毫米，嘴峰长约15.1毫米，喙宽度约5.4毫米，喙厚度约10.5毫米，跗蹠长约24.3毫米，尾长约86毫米。白胸鸦雀在其分布区内为留鸟，其栖息在半开放的高大树木组成的森林中，食性为杂食性，主要食物来源是陆生无脊椎动物。

## 亚种
- 白胸鸦雀指名亚种（学名：Paradoxornis ruficeps ruficeps）。分布于喜马拉雅山脉、东至中南半岛以及中国大陆的西藏、云南等地。该物种的模式产地在不丹。[4]